# فرماندهی جنوب شرق آسیا
فرماندهی جنوب شرق آسیا (اس یی ای سی) (انگلیسی: South East Asia Command) (SEAC) ارگانی بود که برای بر عهده گرفتن مسئولیت جامع عملیات‌های متفقین در جبهه جنوب شرق آسیا در طول جنگ جهانی دوم، راه اندازی شده بود.

## پیشینه
سازمان
نخستین فرمانده عالی جبهه آرچیبالد ویول بود، ضمن اینکه مدتی رئیس کوتاه مدت فرماندهی آمریکایی-انگلیسی-هلندی-استرالیایی (ای بی دی ای سی او ام) (ABDACOM) بود، که بعد از سقوط سنگاپور و هند شرقی هلند منحل شد. پس از آن، نیروهای متفقین در منطقه میان اس یی ای سی (SEAC) و فرماندهی
منطقه جنوب غربی اقیانوس آرام (اس دابلیو پی ای) (SWPA) تقسیم شدند.
در ماه اوت ۱۹۴۳، متفقین فرماندهی مشترک جنوب شرق آسیا را ایجاد کردند تا فرماندهی استراتژیک سراسری تمام عملیات‌های هوایی، دریایی و زمینی قوای نظامی همگانی در جبهه را بر عهده بگیرد. در ماه اوت ۱۹۴۳، با توافق رؤسای ستاد مشترک، وینستون چرچیل، دریابد لوئیس مونتباتن را به عنوان فرمانده عالی متفقین جنوب شرق آسیا منصوب کرد. ژنرال ارتش ایالات متحده، جوزف استیلول به عنوان معاون فرمانده عالی تعیین شد. استیلول هم چنین به‌طور رسمی معاون جیانگ جیه شی، به عنوان فرمانده متفقین در چین بود و تمام نیروهای ایالات متحده در هر دو جبهه (که در ایالات متحده به نام جبهه چین برمه و هند معروف بودند) را فرماندهی می‌کرد.
مونتباتن در روز ۷ اکتبر وارد هند شد و اس یی ای سی (SEAC) در نیمه شب ۱۵/۱۶ نوامبر در دهلی به وجود آمد.
مرکز فرماندهی اس یی ای سی (SEAC) در ماه آوریل ۱۹۴۴ به کندی در سری‌لانکا منتقل شد.